# Laleonectes vocans
Laleonectes vocans is een krabbensoort uit de familie van de Portunidae. De wetenschappelijke naam van de soort is voor het eerst geldig gepubliceerd in 1878 door A. Milne-Edwards.